# Hell-Sunnanbanen

La ligne Hell-Sunnan.

Hell–Sunnanbanen est l'ancien nom de la première partie de la Nordlandsbanen, reliant Hell (commune de Stjørdal) et Sunnan à la pointe du Snåsavatnet (commune de Steinkjer).
La ligne fut ouverte jusqu'à Levanger en 1902 puis jusqu'à Sunnan en 1905.
De 1905 à 1926, Sunnan était la gare terminus. La raison principale de ce retard est liée au fait qu'il y avait deux tracés possibles pour relier Sunnan à Grong : l'un passant par Namsos, l'autre par Snåsa. Finalement, ce fut Snåsa qui fut choisi tandis que l'on construisit la Namsosbanen comme une ligne secondaire reliant Namsos à Grong.